# 피아노 협주곡 1번 (차이콥스키)
피아노 협주곡 1번 내림 나단조(Op. 23)는 표트르 일리치 차이콥스키가 1874년부터 1875년의 겨울에 걸쳐서 작곡한 피아노 협주곡으로, 애초에는 모스크바 음악원의 감독이었던 니콜라이 루빈스타인을 위해 쓰여졌었다고 알려져 있다.
원래는 루빈스타인이 초연을 하기로 되어있었다. 그러나 1874년 크리스마스에 차이콥스키가 다른 두 명의 음악가 친구들과 함께 그에게 완성된 이 곡을 자신있게 가져갔을 때, 루빈스타인은 이 곡에 대해 혹평을 했다. 즉 이 피아노 협주곡을 "진부하고, 촌스럽고, 부적당하다"며 "연주할 수도 없을 만큼 빈약한" 곡이라고 평했다. 그러고는 차이콥스키에게 그의 바람을 전하면서 대대적인 개작을 주문했다. 하지만 자존심 강했던 차이콥스키는 거기에 응하지 않고, 이 곡을 그의 음악을 존중했던 독일의 피아노 연주자이자 지휘자인 한스 폰 뷜로에게 재헌정했고, 결국 뷜러가 1875년 10월 25일 보스턴에서 이 곡의 초연자가 되었다. 뷜러는 이 곡에 매우 만족하였고, 일주일 뒤 러시아 상트페테르부르크에서 피아노 연주가 구스타프 크로스와 체코인 지휘자인 에듀아르드 나프라프니크에 의해 초연되었다. 3년 후 루빈스타인은 이 곡을 혹평했던 것에 대해 차이콥스키에게 사과하였고, 두 사람의 우정도 회복되었다고 한다.
- 1874년 11월부터 1875년 2월에 걸쳐 작곡되었음. (1879년 여름과 1888년 12월에 개정되었음)
- 악기 편성: 독주 피아노, 플루트2, 오보에2, 클라리넷2, 바순2, 호른4, 트럼펫2, 트롬본3, 팀파니, 현악 5부
- 1874년 12월에 두 대의 피아노를 위해 편곡된 적이 있음. (1888년 12월에 개정됨)
- 1874년 12월 25일 미국 보스턴에서 한스 판 뷜로(지휘는 벤자민 존슨 랭)에 의해 초연되었음 (1874년-75년 판)

## 곡의 구조
이 곡은 전형적인 협주곡으로 다음과 같은 세 개의 악장으로 구성되어 있다.
1. Allegro non troppo e molto maestoso - Allegro con spirito (내림 나 단조 → 내림 나 장조)
2. Andantino simplice - Prestissimo (내림 라 장조)
3. Allegro con fuoco (내림 나 단조 → 내림 나 장조)

이 협주곡은 비록 피아노 솔로 연주가의 상당한 기량을 요구하고 있지만, 당시 러시아의 다른 보수적이고 특유한 유명 협주곡들과는 상당히 다른 교향곡적인 특성을 갖고 있다. 이 곡에는 베토벤의 피아노 소나타와 같은 다른 피아노 작품에서처럼 연주가의 손가락이 건반에서 떠날 필요가 없는 악절이 있는 반면, 일련의 시간 동안에 여러 옥타브에 걸친 연주를 계속 해야 하는 악절도 있다. 첫 번째 악장 도입부의 유명한 주제부는 우크라이나 키예프 근처 카멘카에 있는 시장에서 들었던 맹인 노변 음악가들의 연주에서 기반한 것이다. 그러나 차이콥스키는 이 주제부는 이 곡에서 단 두 번만 들리도록 작곡했다. 이 주제부는 곡 전체를 놓고 보았을 때 독립적인 느낌이 든다. 그 이유는 이 부분에서, 곡의 전반적인 조인 내림 나 단조를 쓰지 않고 내림 라 장조를 썼기 때문이다.

## 주목할 만한 공연
- 미국의 피아노 연주자인 반 클라이번은 냉전 기간에 소련의 수도였던 모스크바의 한 가운데에서 열린 차이콥스키 국제 콩쿠르에서 차이콥스키의 피아노 협주곡 1번을 연주하여 첫 우승자가 되면서 세계 곳곳의 많은 이들을 놀라게 했다.
- 차이콥스키 피아노 협주곡 1번은 소련 모스크바에서 열린 1980년 하계 올림픽 개막식에서 마지막 성화 봉송 구간에서 사용되었다. 또한 러시아 소치에서 열린 2014년 동계 올림픽 폐막식에서도 연주되었다.
- 러시아에서 일어난 국가 차원의 도핑 스캔들에 따른 세계 반도핑 기구(WADA)의 징계 조치에 따라 러시아라는 국호, 국기, 국가를 사용할 수 없게 된 러시아의 국가대표팀은 2021년부터 2022년 사이에 열린 2020년 하계 올림픽, 2020년 하계 패럴림픽, 2022년 동계 올림픽을 비롯한 국제 스포츠 대회에서 차이콥스키 피아노 협주곡 1번을 선수단을 대표하는 찬가로 사용했다.